# Lian Ross
Lian Ross, bürgerlicher Name Josephine Hiebel, (* 8. Dezember 1962 in Hamburg, Deutschland) ist eine Disco- und Popsängerin, die Mitte der 1980er Jahre mit Fantasy und It’s Up to You zwei Hits in den deutschen Charts hatte.

## Biografie
Josephine Hiebel startete 1981 mit fast 19 Jahren als Sängerin mit dem Künstlernamen Josy. Sie veröffentlichte bis 1984 vier Singles. Mit der Entscheidung, diesen Namen zu ändern, landete sie im Jahr 1985 als Lian Ross mit Fantasy ihren ersten Charterfolg und erreichte damit Platz 22 in Deutschland. Bis 1989 erschienen 7 weitere Singles, von denen aber lediglich It’s Up to You im Sommer 1986 einen mittleren Hitparadenrang erreichte.
In den 1990er Jahren sang die Hamburgerin unter dem Namen Joy beim Dance-Projekt Tears ’n Joy, als Jobel für Exotica und 1999 beim Dance-Projekt 2 Eivissa. Ihr Pseudonym Lian Ross nutzt sie bis heute weiter. Im Jahr 2009 coverte Lian Ross den Titel Young Hearts Run Free, dessen 1976er Original von Candi Staton stammte.
Josephine Hiebel singt in einigen Produktionen im Chor (Background) mit, die Luis Rodriguez für andere Künstler produziert, wie z. B. in Alben von Matthias Reim, NEA!, Mark Ashley, Oliver Lukas und Kristina Bach.
Des Weiteren gibt es viele weitere Pseudonyme und Projekte, in denen Josephine Hiebel als Sängerin aktiv war. Diese sind u. a.: 2 Funky, Avant Garde, Boom Boom Club, Creative Connection, Dana Harris, Fun Factory, DJ Pierro, Happy House, Hi Q, Joelle oder auch Teeko X.
Seit 1981 werden ihre Solo-Titel von Luis Rodriguez produziert, getextet und komponiert, auch in den Projekten ist er mitwirkender Produzent.

## Diskografie

### Alben
- 1995: Enjoy (als Tears N'Joy)
- 2013: I Got The Beat
- 2016: And The Beat Goes On (2-CD)
- 2020: 3L
- 2023: 4You

### Kompilationen
- 2005: The Best Of And More
- 2012: The Best Covers (offizielles MP3-Album in Polen)
- 2016: Greatest Hits & Remixes
- 2019: The Collection
- 2020: 3L The Maxis (Vinyl)
- 2021: 3L Extended Versions
- 2021: The Ballads

### Singles
- 1981: I Know (als Josy)
- 1981: Do the Rock (als Josy)
- 1983: Mama Say (als Josy)
- 1984: Magic (als Josy)
- 1985: Fantasy
- 1985: Saturday Night
- 1985: Say You’ll Never
- 1985: I Need A Friend
- 1985: Call My Name (als Creative Connection)
- 1985: You're My Heart, You're My Soul (als Creative Connection)
- 1985: Scratch My Name (als Creative Connection)
- 1986: It’s Up to You
- 1986: Neverending Love
- 1986: Don't You Go Away (als Creative Connection)
- 1987: Oh Won’t You Tell Me
- 1987: Do You Wanna Funk
- 1988: Say Say Say
- 1989: Feel So Good
- 1990: My World Is Empty Without You (als Dana Harris)
- 1992: Jimmy Mack (als Dana)
- 1992: Bacardi Feeling (Summer Dreaming) (als Divina)
- 1992: Teenage Revolution (als Divina)
- 1992: Rhythm Is A Dancer (als Key Biscayne)
- 1992: I Love Your Smile (als Shona)
- 1992: Gimme Gimme Gimme & Summer Night City (als Stockholm Underground)
- 1993: Fantasy (’93 Club Mix) & Trying To Forget You
- 1993: Go Before You Break My Heart (als Tears N'Joy)
- 1993: I Will Always Love You (Ultimate Dance Version) (als Tears N'Joy)
- 1993: Wheel Of Fortune (als Bass Of Spades)
- 1993: All That She Wants (als Bass Of Spades)
- 1993: Feel It (als Hi-Q)
- 1994: Let’s Go To Heaven (als Hi-Q)
- 1994: Keep This Feeling
- 1994: I Will Die For Love
- 1994: If I Can't Have You (B.A. Original)
- 1994: You Got To Be Strong (als Avant Garde)
- 1995: Upside Down (als Joelle)
- 1995: Take My Life (als Tears N'Joy)
- 1995: Can You Imagine? (als Exotica)
- 1996: I Want Your Sex (als Exotica)
- 1996: Boom Boom (als Boom Boom Club)
- 1996: How Deep Is Your Love (als Jay Jay)
- 1996: Celebrate (als Happy House)
- 1996: We Got To Move (als Teeko X)
- 1996: Killing Me Softly (Teeko X feat. Rod D)
- 1997: I Fear (als Dreamscape)
- 1998: Fantasy ’98
- 1998: This Must Be Love (als Joelle)
- 1999: 2 Funky (als 2 Funky)
- 1999: If You Believe (als Cherry)
- 2002: Suddenly (als Dana Harris)
- 2003: I Would Die For Love (als Exotica)
- 2004: What Is Love (als Exotica)
- 2004: Fantasy 2004
- 2005: I Wanna
- 2005: Never Gonna Lose
- 2007: On the Road Again (Avantgarde presents Toni Torres feat. Lian Ross)
- 2009: Young Hearts Run Free
- 2012: Minnie The Moocher (feat. Alan Alvarez)
- 2013: Say You’ll Never (2013)
- 2013: Around The World (feat. Alan Alvarez)
- 2014: Brother Louie 2014
- 2014: All We Need Is Love (feat. TQ)
- 2015: You’re My Heart, You’re My Soul (feat. Big Daddi)
- 2016: Game of Love (feat. Mode-One)
- 2016: Good Feeling Power (feat. Big Daddi)
- 2016: Everything Is Possible
- 2017: Dr. Mabuse
- 2017: Amazing Grace
- 2017: Viva La Paz
- 2018: I Still Love You (feat. Mode-One)
- 2018: Casanova
- 2018: Viva La Paz (feat. Pedro Marcelo)
- 2018: Davai Davai [Football Theme 2018] (feat. 2 Eivissa)
- 2019: Magic Moment (Original recording from 1987)
- 2019: I Will Always Love You (Live)
- 2019: Young Forever
- 2020: In Your Eyes
- 2020: Angel Of Love
- 2021: Don't Break My Heart
- 2021: You Can Win If You Want
- 2021: Summer Wine (with Fancy)
- 2021: Enjoy Yourself
- 2022: Moving On (with Dr. Alban & Admiral C4C)
- 2022: Can You Love Me
- 2022: Perfect Smile
- 2023: My Symphony
- 2023: Take My Hand
- 2023: Live Forever
- 2023: My Love
- 2023: Te Amo
- 2023: Freedom
- 2024: Disco Queen (Remix)
- 2024: Fantasy (Radio Edit)
- 2024: Saturday Night (Radio Ediit)
- 2024: You're My Heart, You're My Soul
- 2024: Show Me Your Love
- 2024: It’s Up To You (Radio Edit)
- 2024: Neverending Love (Song Version)
- 2024: Can You Love Me (Piano Version)
- 2025: I Found A Rainbow (with Fancy)
- 2025: Say You’ll Never (Anniversary Special Edition)

- 2025: Show Me Your Love (Extended)
- 2025: Do You Wanna Funk (Single Version)
- 2025: Oh Won’t You Tell Me (Single Version)

## Belege
1. ↑  Chartdiskografie

| Personendaten    | Personendaten                                                                                      |
| ---------------- | -------------------------------------------------------------------------------------------------- |
| NAME             | Ross, Lian                                                                                         |
| ALTERNATIVNAMEN  | Hiebel, Josephine (wirklicher Name); Jobel (Künstlername); Josy (Künstlername); Joy (Künstlername) |
| KURZBESCHREIBUNG | deutsche Disco- und Pop-Sängerin                                                                   |
| GEBURTSDATUM     | 8. Dezember 1962                                                                                   |
| GEBURTSORT       | Hamburg                                                                                            |